# Гамма-алгоритм
Га́мма-алгори́тм — это алгоритм плоской укладки графа и попутной проверки его на планарность.

## Определения
- Сегмент графа {\displaystyle {\mathit {\Gamma }}} относительно подграфа {\displaystyle H} — компонента связности графа {\displaystyle G\setminus H.}
- Допустимая грань сегмента — грань графа {\displaystyle H,} содержащая все контактные вершины.
- Контактная вершина сегмента {\displaystyle S} графа {\displaystyle {\mathit {\Gamma }}} подграфа {\displaystyle H} — любая вершина в {\displaystyle S} и в {\displaystyle H.}
- Гамма-цепь сегмента — любая цепь без повторов вершин, содержащих ровно две контактные вершины — начало и конец.

## Уложить наплоскостьлюбой циклH{\displaystyle H}графаG{\displaystyle G}без повторов вершин
1. Построить все сегменты {\displaystyle S_{1}\dots S_{k}} графа {\displaystyle G} по {\displaystyle H.}
2. Если есть сегмент {\displaystyle S_{i}} c одной допустимой гранью — выбрать его.
3. Если все сегменты имеют несколько дополнительных граней — выбрать любой.
4. Выбрать произвольную гамма-цепь сегмента и уложить её в допустимую грань.
5. Перейти к шагу (2), добавив гамма-цепь к графу {\displaystyle H.}

## Свойства графов для корректной работы алгоритма
1. Граф должен являться связным.
2. Граф должен иметь хотя бы один цикл.
3. Граф не должен иметь мостов, то есть ребер, после удаления которых, граф распадается на две компоненты связности.

Если нарушено свойство (1), то граф нужно укладывать отдельно по компонентам связности.
Если нарушено свойство (2), то граф — дерево и нарисовать его плоскую укладку тривиально.
Случай нарушения свойства (3) рассмотрим более подробно. Если в графе есть мосты, то их
нужно разрезать, провести отдельно плоскую укладку каждой компоненты связности, а затем
соединить их мостами. Здесь может возникнуть трудность: в процессе укладки концевые вершины
моста могут оказаться внутри плоского графа. Нарисуем одну компоненту связности, и будем
присоединять к ней другие последовательно. Каждую новую компоненту связности будем рисовать
в той грани, в которой лежит концевая вершина соответствующего моста. Так как граф связности
мостами компонент связности является деревом, мы сумеем получить плоскую укладку.

## Теорема
Граф {\displaystyle {\mathit {\Gamma }}} планарен тогда и только тогда, когда гамма-алгоритм разместит его на плоскости.

## Доказательство
В обратную сторону доказательство очевидно.
Докажем в прямую сторону.
Если граф {\displaystyle {\mathit {\Gamma }}} планарен, то уложенный на плоскость подграф {\displaystyle H} может быть достроен до укладки графа {\displaystyle {\mathit {\Gamma }}.}
В частности, для последнего шага это означает, что граф {\displaystyle {\mathit {\Gamma }}} полностью уложен на плоскость.
Пусть граф {\displaystyle {\mathit {\Gamma }}} планарен. Тогда любой цикл графа {\displaystyle {\mathit {\Gamma }}} при укладке изображается как многоугольник. Этот многоугольник входит в укладку графа {\displaystyle {\mathit {\Gamma }}} на плоскости.
Пусть утверждение верно вплоть до n-ой итерации алгоритма.
Варианты:
1. {\displaystyle S} укладывается в единственную грань графа {\displaystyle H,} граф {\displaystyle H} достраивается до укладки графа {\displaystyle {\mathit {\Gamma }},} и в этой укладке сегмент {\displaystyle S} лежит в единственной грани. Следовательно, укладка в этой грани любой гама-цепи {\displaystyle C} сегмента {\displaystyle S} приводит к графу {\displaystyle H} в объединение с {\displaystyle C,} достраиваемому до укладки {\displaystyle {\mathit {\Gamma }}.}
2. Каждый сегмент имеет несколько допустимых граней.

Пусть {\displaystyle S} — сегмент с допустимыми гранями {\displaystyle F_{1}} и {\displaystyle F_{2}.}
Подграф {\displaystyle H} достраивается до укладки графа {\displaystyle {\mathit {\Gamma }}} по предположению индукции. При этом, сегмент {\displaystyle S} укладывается в одну из допустимых граней. Без ограничений общности пусть эта грань {\displaystyle F_{1}.}
Докажем, что существует продолжение {\displaystyle H} до укладки графа {\displaystyle {\mathit {\Gamma }},} в котором сегмент {\displaystyle S} лежит в грани {\displaystyle F_{2}.}
Поскольку {\displaystyle F_{1}} и {\displaystyle F_{2}} — дополнительные грани, обе они содержат все контактные вершины сегмента {\displaystyle S.} Следовательно, все контактные вершины сегмента {\displaystyle S} лежат во множестве общих вершин {\displaystyle F_{1}} и {\displaystyle F_{2}.}
Пусть {\displaystyle S_{1}\dots S_{k}} — все сегменты, уложенные в {\displaystyle F_{1}.} Пусть {\displaystyle S'_{1}\dots S'_{m}} — все сегменты уложенные в {\displaystyle F_{2},} содержащие одну из вершин. Пусть сегмент {\displaystyle S'_{i}} имеет контактную вершину и другую контактную вершину не принадлежащую {\displaystyle F_{1}.}
Тогда допустимые грани {\displaystyle S'_{i}} это грань {\displaystyle F_{2},} а это предположению пункта (2). Из противоречия следует, что все контактные вершины {\displaystyle S'_{i}}(аналогично {\displaystyle S_{i}}) лежат во множестве вершин сегментов {\displaystyle S'_{1}\dots S'_{m}.}
Следовательно, в укладке графа {\displaystyle {\mathit {\Gamma }}} можно сегменты {\displaystyle S_{1}\dots S_{k}} переместить в {\displaystyle F_{2},} а {\displaystyle S'_{1}\dots S'_{m}} в {\displaystyle F_{1},} это приведет к укладке графа {\displaystyle {\mathit {\Gamma }}} в котором сегмент {\displaystyle S} лежит в грани {\displaystyle F_{2}.}
Следовательно, алгоритм уложит на плоскость любой планарный граф. Что и требовалось.